# Altes Hochschulstadion Karlsruhe

Tribünengebäude, Südansicht

Das Alte Hochschulstadion in Karlsruhe ist ein in den 1920er Jahren vom Architekten Hermann Alker geplantes und 1930 fertiggestelltes Sportstadion, von dem heute nur noch das Tribünengebäude erhalten ist. Es befindet sich auf dem Campus Süd des Karlsruher Instituts für Technologie (KIT) am Paulckeplatz (Engesserstr. 17) im Karlsruher Stadtteil Innenstadt-Ost und ist als Kulturdenkmal von besonderer Bedeutung in die Denkmalliste eingetragen.

## Geschichte und Architektur

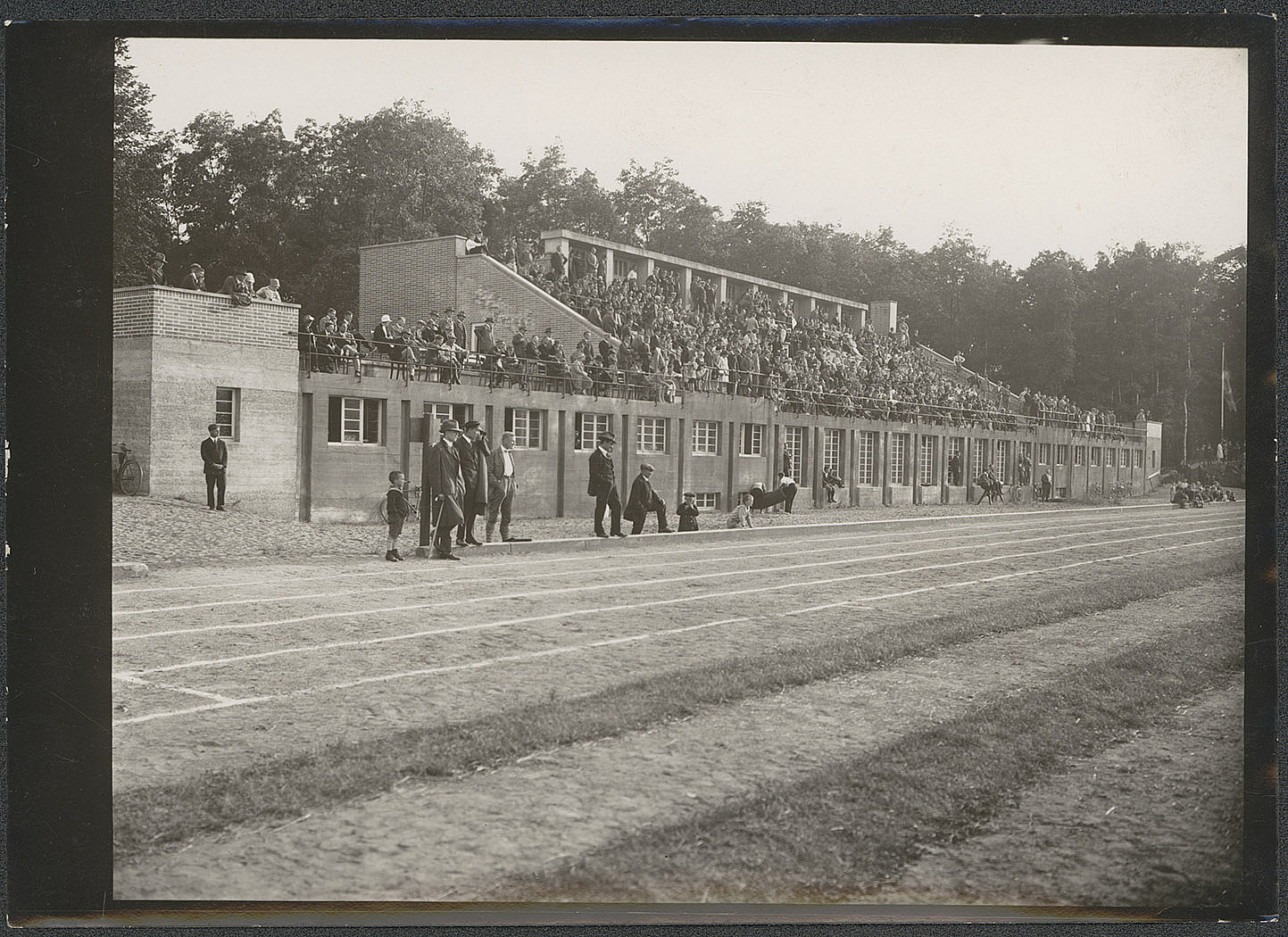
Zuschauertribüne noch ohne Dach im Jahr 1927

Das Stadion wurde als Sportanlage der damaligen Technischen Hochschule Fridericiana ab 1927 errichtet und im Jahre 1930 eröffnet. Ausgangspunkt bildete die in den 1920er Jahren zunehmende Begeisterung der jungen Generation für Sport und die Einbindung des Sports in das Studium. Infolge der Bemühungen von Wilhelm Paulcke als Rektor überließ das Land ein beträchtliches Stück des Fasanengartens, bis 1918 ummauertes Refugium der großherzoglichen Familie, der Hochschule für ihre weitere bauliche Entwicklung.
Nach ersten provisorischen Spielfeldern wurde 1924 unter Karlsruher Architekten ein Wettbewerb für die bauliche Gestaltung ausgeschrieben. Gewinner des Wettbewerbs war der als Lehrer an der Architekturabteilung tätige Hermann Reinhard Alker, der auch den Auftrag zur Realisierung des Vorhabens erhielt. Er plante ein Stadion für Fußball und Leichtathletik mit nördlich anschließenden Tennis- und Übungsfeldern sowie einem nach Osten hin gelegenen Schwimmbecken.
Das Tribünengebäude des Stadions wurde als Angelpunkt der geometrischen Anlage geplant und sollte 800 überdachte Sitzplätze bieten.
Der Bau wurde in Etappen realisiert. Mitte der zwanziger Jahre wurden die Ränge des Stadionrandes aufgeschüttet und mit Sitzstufen versehen. Trainingsfelder wurden nördlich davon angelegt. Der erste Bauabschnitt der Tribüne mit der Turnhalle konnte im Juli 1927 in Benutzung genommen werden. Die Fertigstellung der Tribünenüberdachung erfolgte erst im Herbst 1930 durch die Stuttgarter Betonfirma Wayss & Freitag.
Für damalige Verhältnisse ungewohnt ist eine innovative Stahlbetonkonstruktion mit einer 11 m frei auskragenden und stützenlosen Tribünenüberdachung. Der Aufbau ähnelt weitgehend dem Tribünenhaus des Münchner Dantestadions, jedoch wurden durch Alker die Dachstützen weggelassen.
Unter den Tribünen befindet sich eine Sporthalle, wo spitzbogig zulaufende Stichbögen die Lasten abfangen und dem Raum einen fast sakralen Charakter verleihen. Beton wird innen wie außen unverputzt und mit verschiedenen Bearbeitungen eingesetzt. Im Gegensatz zum roten Backstein der Wandflächen wird im sockelartigen Erdgeschoss Waschbeton erstmals in so großen Flächen angewandt.
Wichtige Elemente der Gesamtanlage konnten jedoch nicht realisiert werden, darunter das Schwimmbecken und eine Vortribüne, die die Zahl der Sitzplätze von 800 auf 1588 erhöhen sollte.

## Nutzung

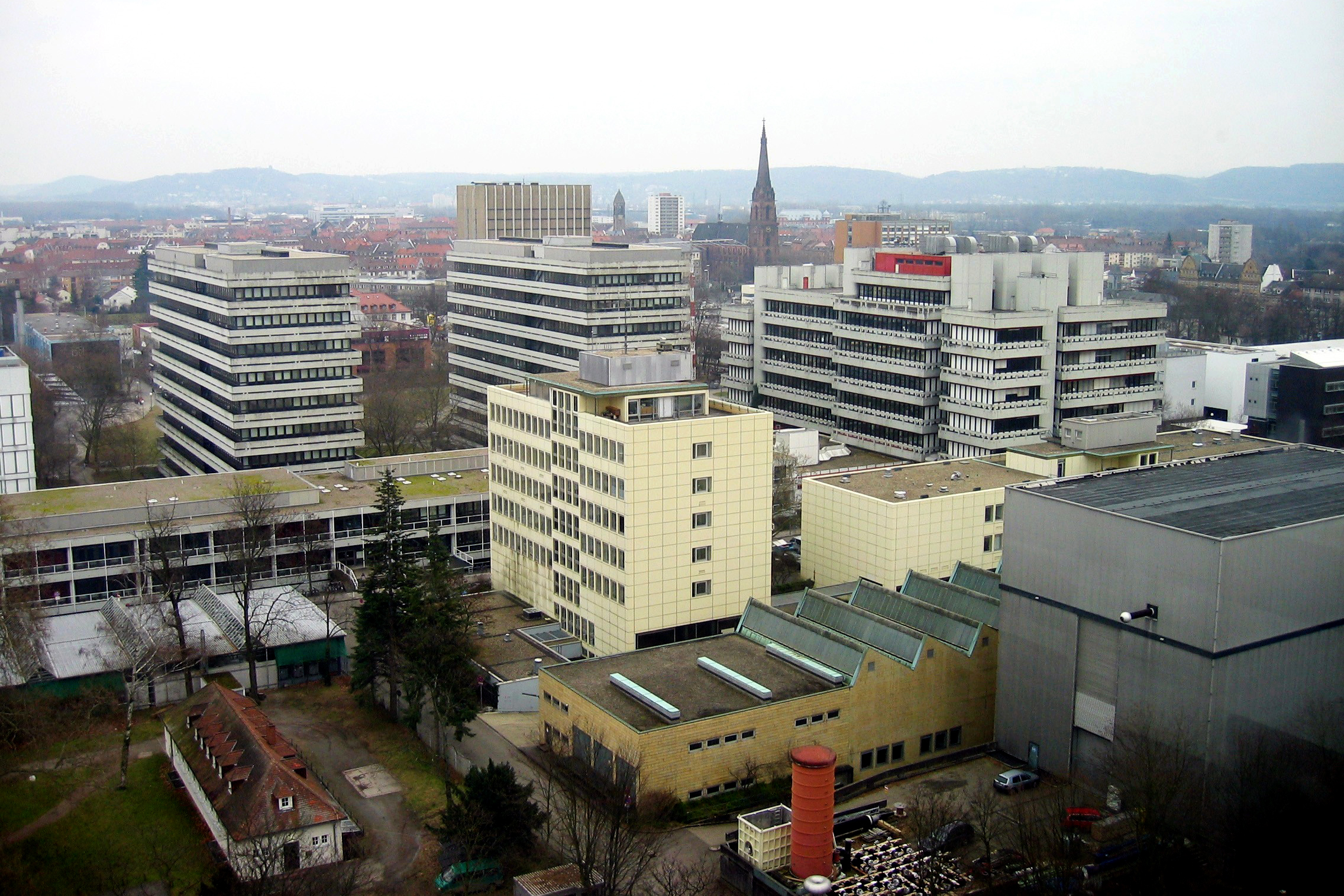
Heutige Bebauung der einstigen Stadionfläche: Chemie-Institute (weiße Gebäude)

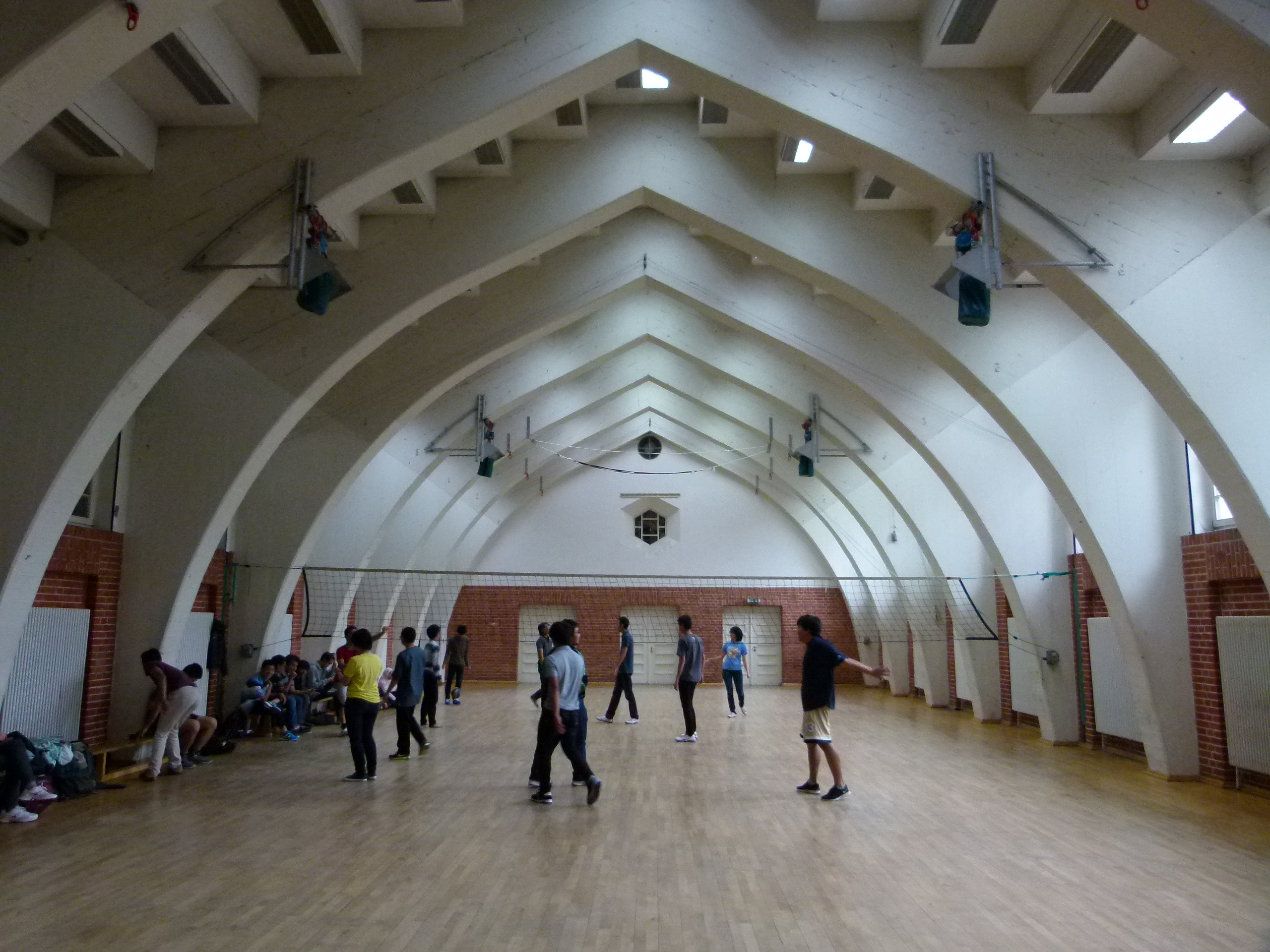
Sporthalle unter der Tribüne

Infolge des Fehlens einer repräsentativen Arena für Großveranstaltungen wurde das Hochschulstadion nach 1933 auch zum bevorzugten NS-Aufmarschplatz. Im Zweiten Weltkrieg blieb das Hochschulstadion weitgehend unbeschädigt. Neben dem studentischen Sportbetrieb wurde es noch bis in die 1950er Jahre für größere Veranstaltungen genutzt.
Aufgrund eines großen Flächenbedarfs der Technischen Hochschule für Institutsneubauten wurde nach 1960 nach längerem Ringen beschlossen, die Sportstätten an dieser Stelle aufzugeben. Einem Abbruch wurde 1974 durch das Landesdenkmalamt zunächst zugestimmt. Nach kontroverser Diskussion Ende der 1970er Jahre wurde in letzter Minute die Denkmaleigenschaft anerkannt und der Abbruch des Tribünengebäudes verhindert.
Das Tribünengebäude wurde 1994/95 saniert, wobei auch die ursprünglich geplante Vortribüne durch Betonelemente nachgebildet wurde. Es wird heute vielfältig genutzt für studentische Veranstaltungen. Der Tribünenbau ist – seit der Verlagerung des Sportinstitutes 1979 in ein eigenes Institutsgebäude – seit mehr als 30 Jahren der Sitz des 1977 von AStA-Mitgliedern gegründeten Arbeitskreises Kultur und Kommunikation (AKK), welcher in Form einer studentischen Selbstverwaltung dieses Gebäude für studentische Sport-, Bildungs- und Freizeitveranstaltungen zur Verfügung stellt.